# Munamizoa maculata
Munamizoa maculata är en skalbaggsart som först beskrevs av Masaki Matsushita och Koichi Tamanuki 1935.  Munamizoa maculata ingår i släktet Munamizoa och familjen långhorningar. Inga underarter finns listade i Catalogue of Life.